# Ermita de San Martín de la Bal d'Onsera

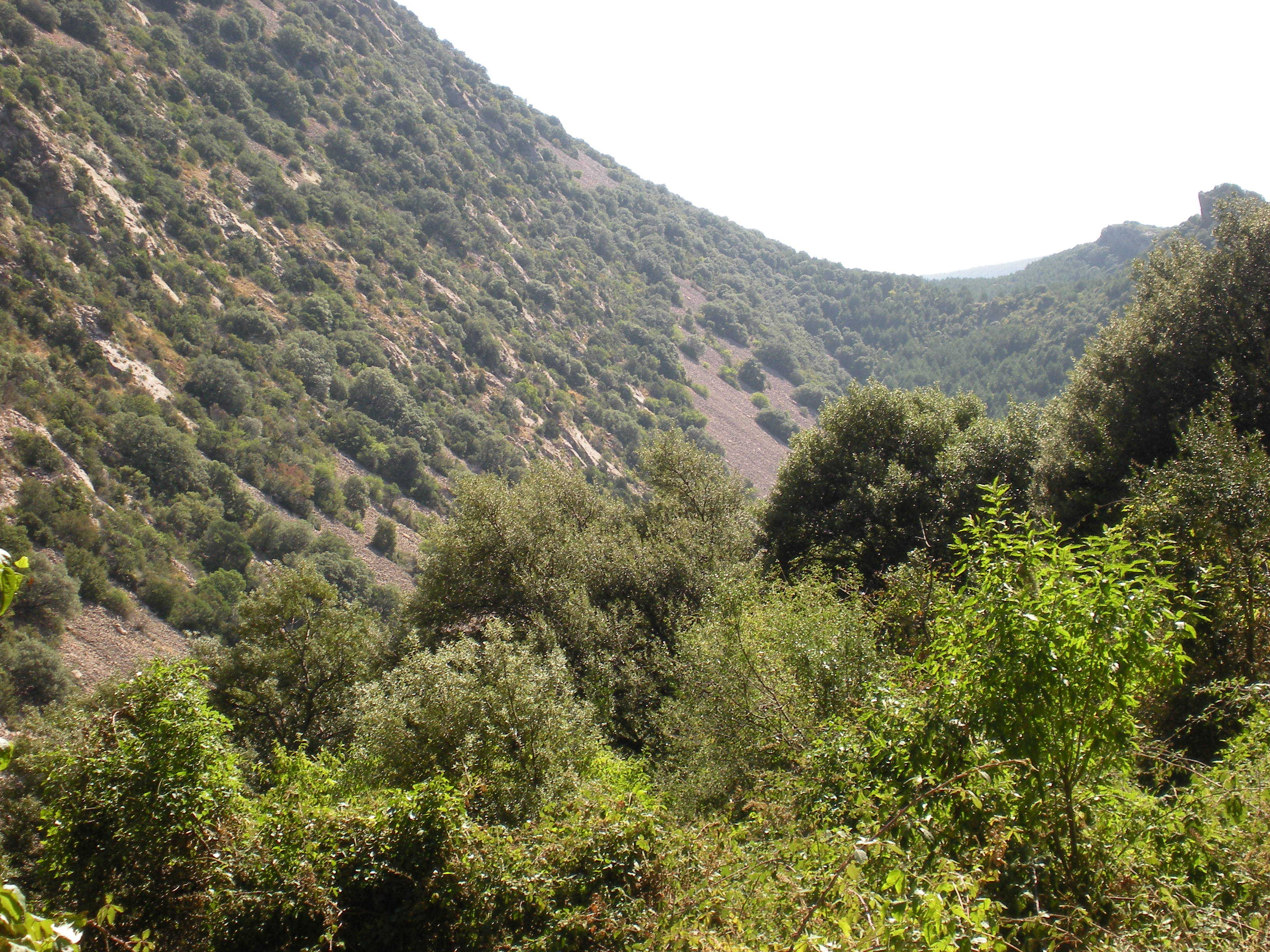
Senda de los Burros

San Martín de la Val de Onsera es una ermita, probablemente de origen visigótico, cuya actual construcción responde a una reedificación del siglo XVII, con añadidos o reformas de los siglos XVIII y XIX, que se encuentra en la zona meridional de la Sierra de Guara (San Julián de Banzo, Loporzano), en Aragón, España.

## Acceso
El acceso a la ermita se hace a pie desde la localidad de San Julián de Banzo, e incluye tramos de variedad desde el punto de vista geográfico y paisajístico, si bien encuadrado en las características físicas de toda la Sierra de Guara:
- El barranco de San Martín es un cauce seco la mayor parte del año y en su recorrido se observan cantos rodados de granulometría bastante similar, con bloques desprendidos de sus laderas.
- La Puerta del Cierzo, generada por el estrechamiento del cauce, dada la proximidad de la pared vertical del barranco, da comienzo a un nuevo paisaje con gran abundancia de vegetación (carrascas, bojes, ruscos…) y el camino comienza a hacerse más escarpado en su transición a la sierra. Existe una fuente que brota la mayor parte del año.
- La Senda de los Burros permite salvar el desnivel de la ladera mediante una senda zigzagueante de tramos con importante desnivel y gran cantidad de vegetación de carrascas y bojes. Es un paso alternativo al Paso de la Viñeta o Biñeta, que se realiza mediante pasamanos metálicos, cables… en donde ha habido accidentes mortales, como el que relata el azulejo encastrado en una roca en memoria de un joven del siglo XIX fallecido en el lugar.

- El Collado de San Salvador es la culminación del ascenso y paso previo al descenso al barranco donde se halla ubicada la ermita. Se ven las paredes verticales donde anidan buitres leonados y otras aves y el descenso se hace con sirgas y pasamanos sobre la pared rocosa.

- La Ermita de San Martín de la Val de Onsera se localiza en la cabecera del barranco y se encuentra excavada en la roca, la cual conforma su cubierta y su cerramiento trasero. Consta de tres paredes de mampostería rudimentaria. En el interior se encuentra una imagen del santo. Junto a la ermita, en su exterior, cae una cascada desde la pared superior del escarpe rocoso.

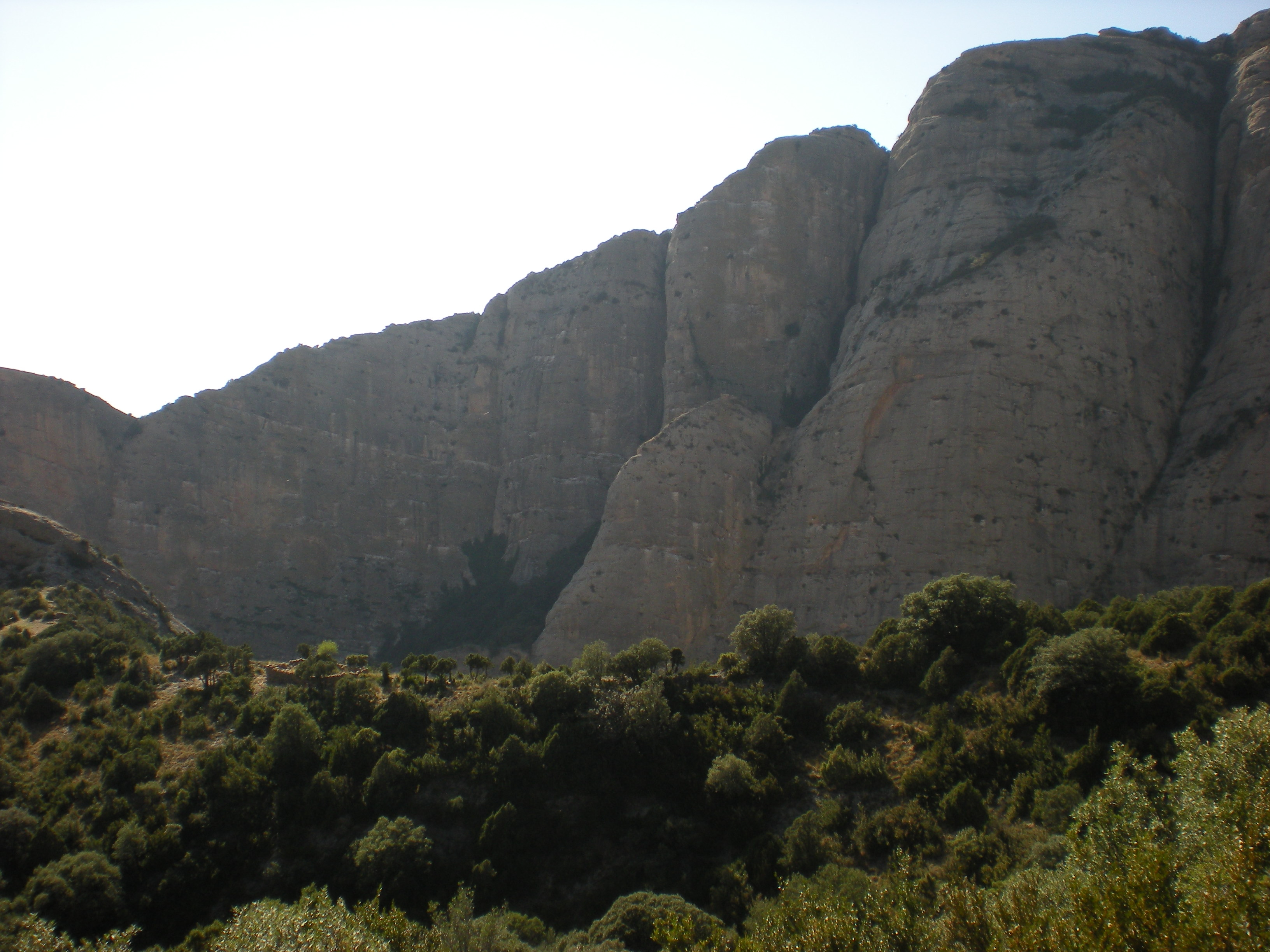
Collado de San Salvador desde el oeste
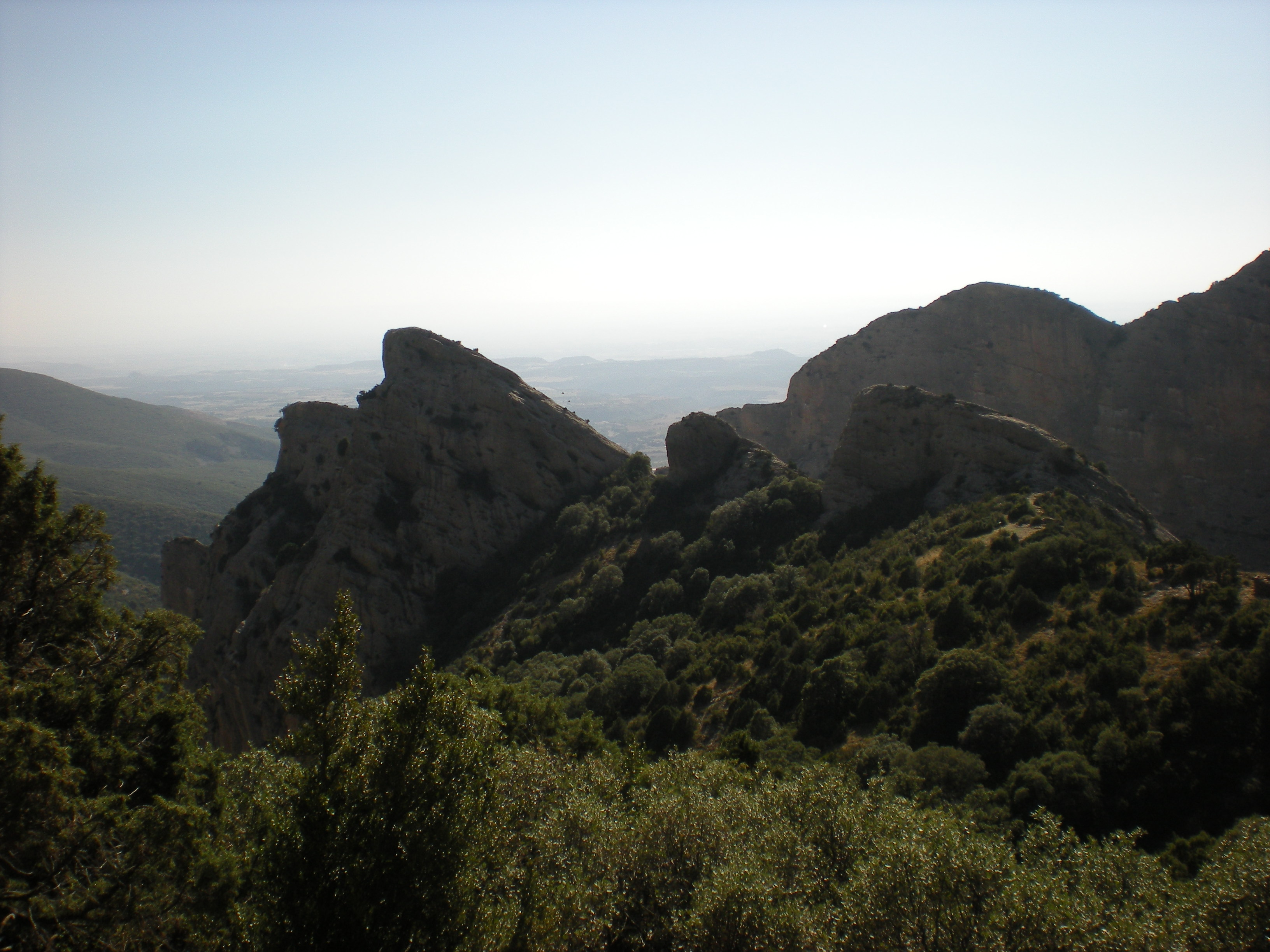
Collado de San Salvador desde el sur
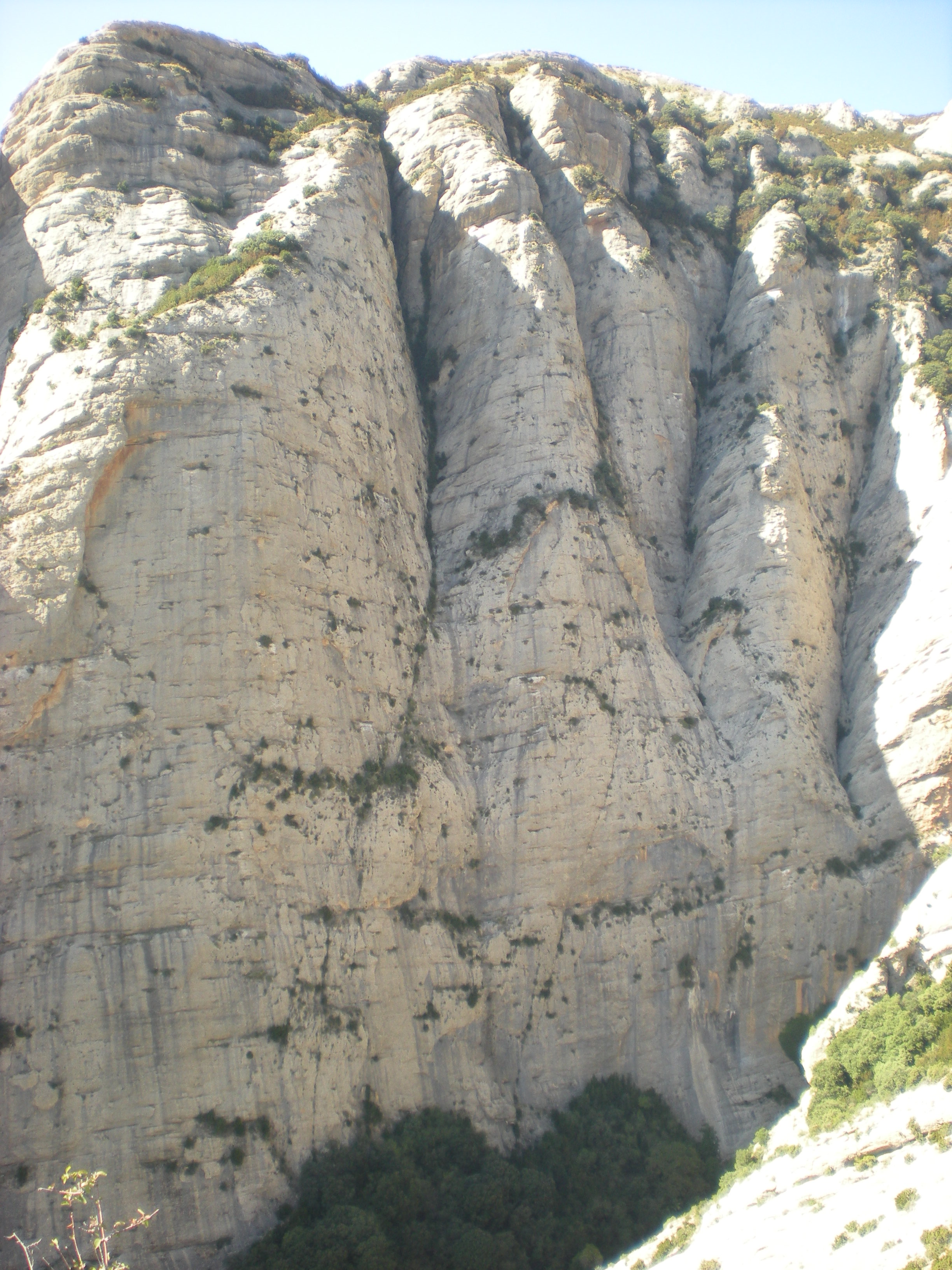
Pared vertical donde se encuentra incrustada la ermita.
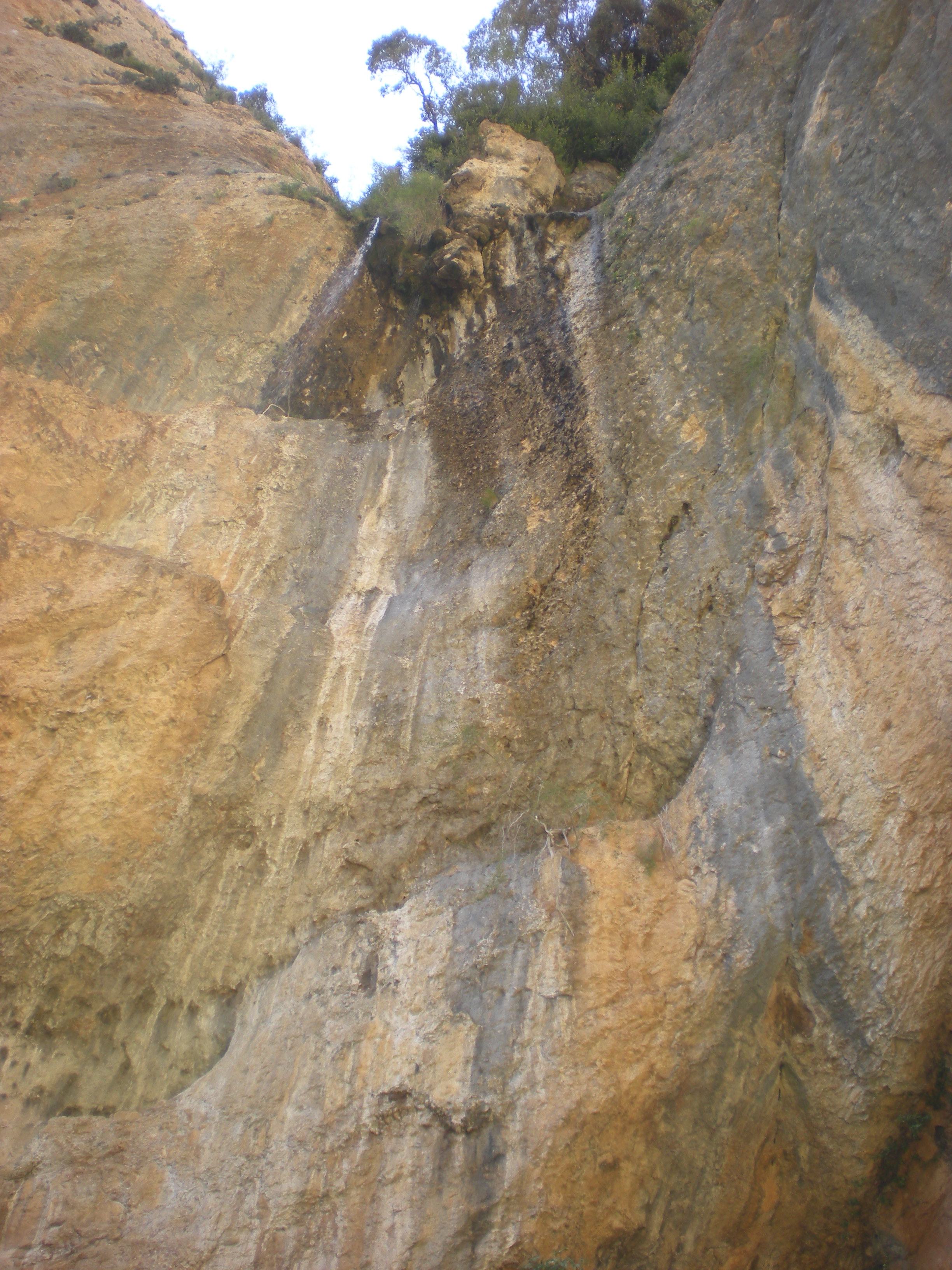
Cascada de San Martín, ubicada cerca de la ermita.
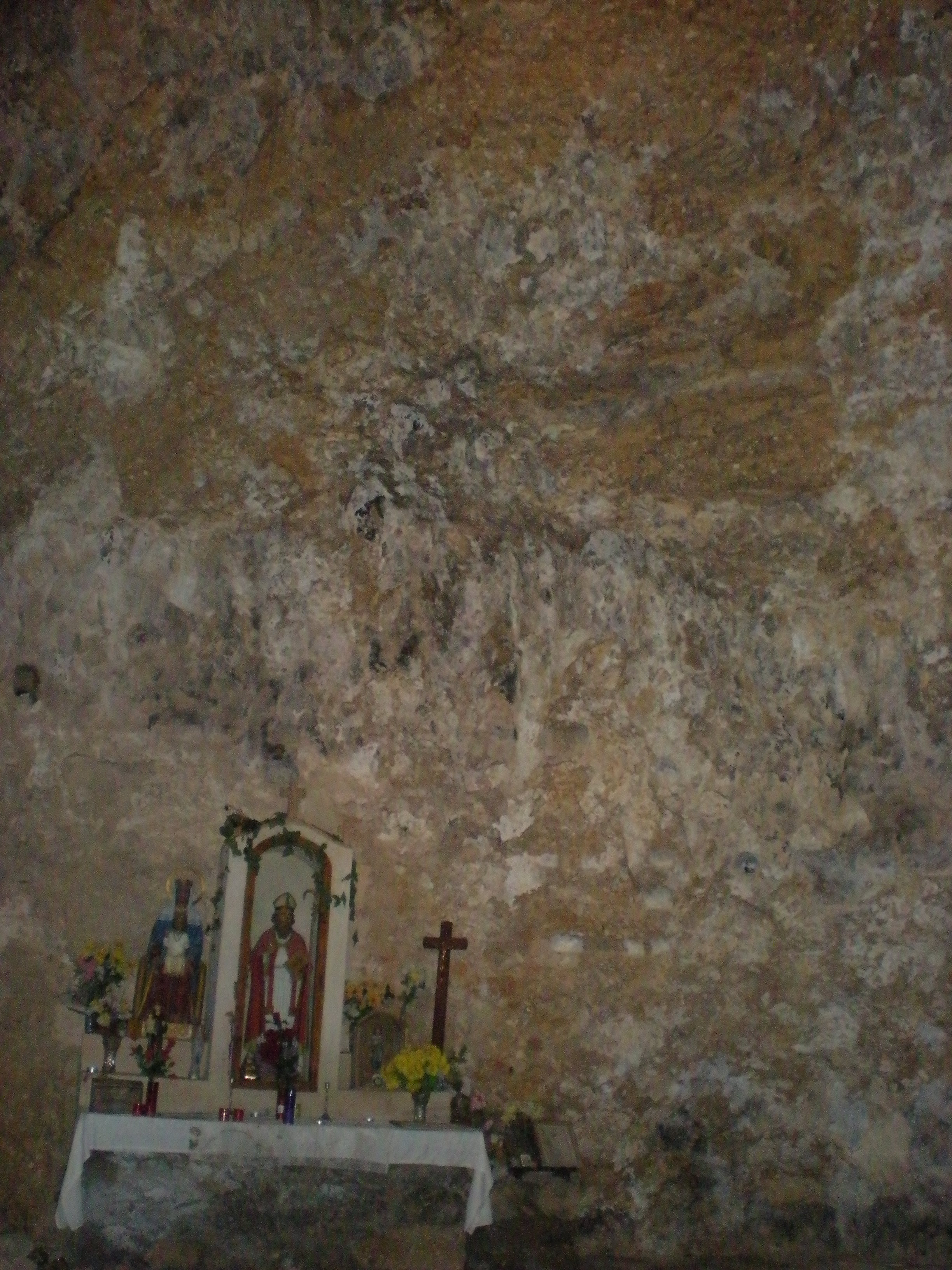
Interior de la ermita.
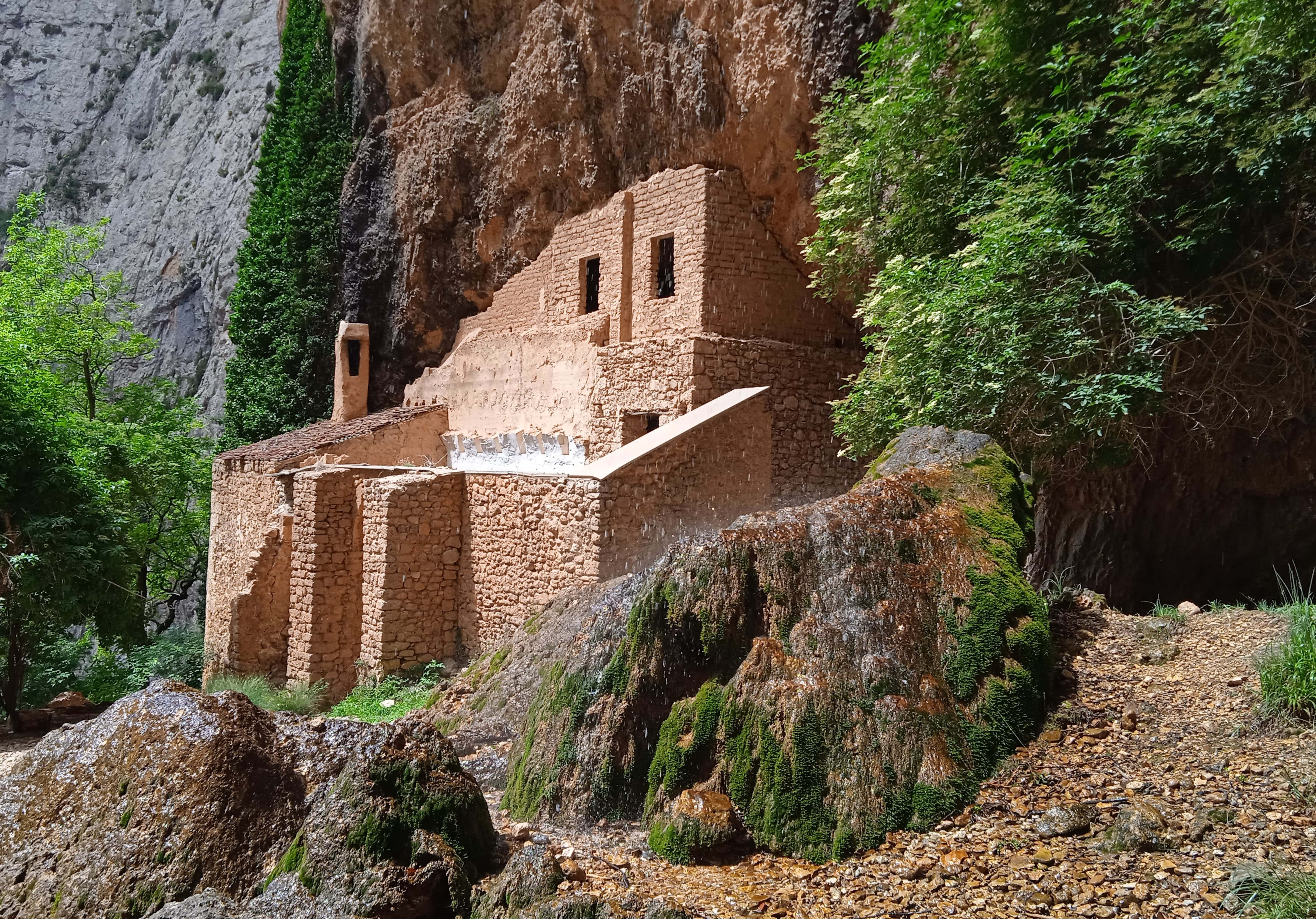
Vista exterior de la ermita